# Кинематограф «Гигант»
Кинематограф «Гигант» — памятник архитектуры и градостроительства во Владикавказе, Северная Осетия. Объект культурного наследия России федерального значения. Находится в историческом центре города на проспекте Мира, д. 53. Самый крупный кинотеатр Владикавказа в дореволюционное время.
Соседствует с домом №55 (объект культурного наследия)
5 февраля 1913 года городские власти выдали разрешение предпринимателям Е. И. Первиль и А. Е. Медведевой на постройку здания для синематографа на их собственных земельных участках на пересечении улиц Московской и Гимназической. Над проектом работали архитекторы Ф. Ф. Гут, П. П. Шмидт и А. А. Навроцкий. Здание синематографа в стиле модерн строилось в конце Александровского проспекта на углу с улицей Московской. Вход в кинотеатр планировался со стороны Московской улицы, но в процессе строительства план был изменён и вход построили со стороны Александровского проспекта.
Стены фойе на всю высоту были расписаны городскими художниками. В кинотеатре давал свои концерты духовой оркестр Терского казачьего войска. На втором этаже находилась квартира владельца и фотоателье Г. Г. Квитона.
В сентябре 1917 года в здании прошёл II съезд Союза горцев Северного Кавказа.
В советское время здесь работал кинотеатр «Родина».